# Вулиця Левинського (Львів)
Вулиця Левинського — вулиця у Франківському районі Львова, в місцевості Новий Світ. Прямує від вулиці Здоров'я до вулиці Івана Котляревського. Утворює перехрестя з вулицею Генерала Чупринки.

## Назва
- Кшижова бічна — від 1904 року.
- Содова — від 1916 року, назва вулиці походить від найменування продукції — содової (газованої) води, яку випускала фабрика мінеральних вод «Здоровля» («Здоров'я») І. Левинського[6].
- Реймонта — від 1934 року, на честь Владислава Реймонта, польського письменника, лауреата Нобелівської премії з літератури 1924 року.
- Гумбольтґассе — від травня 1942 року, на честь Александра фон Гумбольдта, німецького вченого-енциклопедиста, фізика, метеоролога, географа, ботаніка, зоолога, мандрівника, основоположника географії рослин.
- Реймонта — повернено довоєнну назву в липні 1944 року.
- Тудора — назва від 1950 року, на честь Степана Тудора, українського (галицького) письменника-радянофіла, публіциста та політичного діяча, філософа (представника Львівсько-Варшавської школи філософії, доктора філософії).
- Левинського — назва від 1992 року, на честь Івана Левинського, українського архітектора, педагога, підприємця, громадського діяча. Один з засновників закладу «Фабрика кахлевих печей. Іван Левинський»[7] та фабрики мінеральних вод «Здоровля» («Здоров'я») у Львові[6].

## Забудова
У забудові вулиці Левинського переважають архітектурні стилі — сецесія, класицизм, функціоналізм. Декілька будинків внесено до Реєстру пам'яток архітектури місцевого значення.
№ 1 — наріжна триповерхова кам'яниця з цокольним поверхом, споруджена у 1908—1909 роках за проєктом архітектора Юзефа Сосновського у стилі модернізованого класицизму (використано класицистичний мотив гірлянди в декорі). Має зрізаний наріжник, фланкований пристінками, з боку вул. Здоров'я доповнений виступами балконів. Пристінки оформлені пілястрами з іонійськими капітелями, нижня частина фасадів — рустована. З боку вул. Левинського по центру розташовано балкони, під ними — вхід до будинку.
№ 3 — у міжвоєнний період в будинку працювала фірма українського архітектора Лева Левинського — «Інженер Лев Левинський і спілка у Львові».
№ 5 — чотириповерховий житловий будинок, збудований у 1960-х роках.
№ 12 — невеликий двоповерховий житловий будинок, споруджений у 1904—1905 роках найімовірніше, за проєктом будівничого Якуба Рисяка. Корпус будинку у плані має прямокутну форму, з брандмауерами по боках. По центру фасаду компонується пристінок з балконом, над ним — трикутний причілок з округлим горищним вікном. Вхід — з правого боку, вхідні сіни та сходову клітку розміщено на торці. Будинок виділяється сецесійним декором чільного фасаду, зокрема рельєфами в опорядженні вікон. Нині в колишньому житловому будинку міститься консультативна поліклініка державної установи «Інститут патології крові та трансфузійної медицини Національної академії медичних наук України». Будинок внесений до Реєстру пам'яток архітектури місцевого значення під охоронним № 2210-м.
№ 14 — житловий триповерховий будинок з мансардою, споруджений у 1930-х роках у функціоналістичних формах наближених до модернізму. Будинок має широкі наріжні балкони, що гострими кутами звернені на ріг вулиці. Будинок внесений до Реєстру пам'яток архітектури місцевого значення під охоронним № 2211-м.

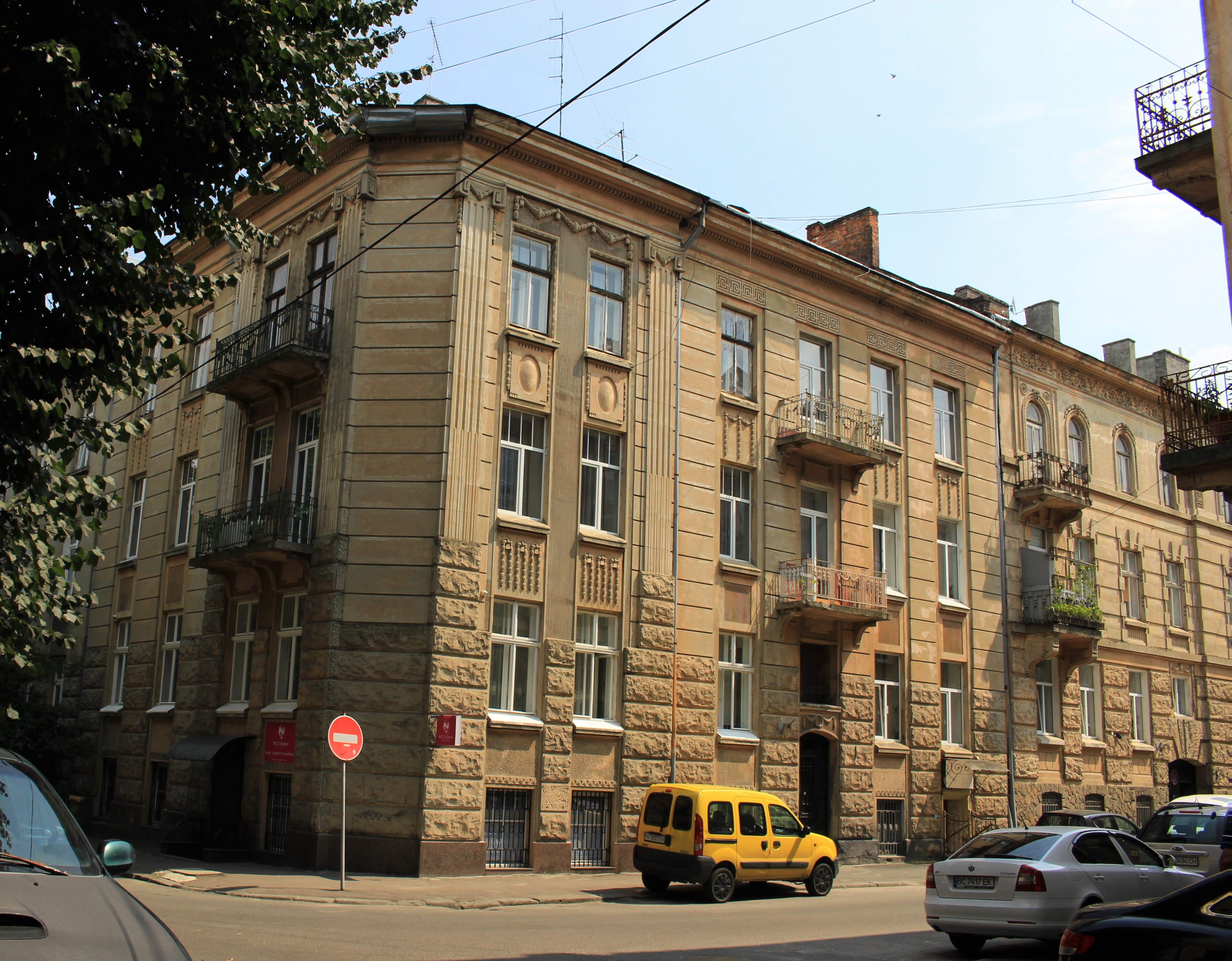
Будинок № 1
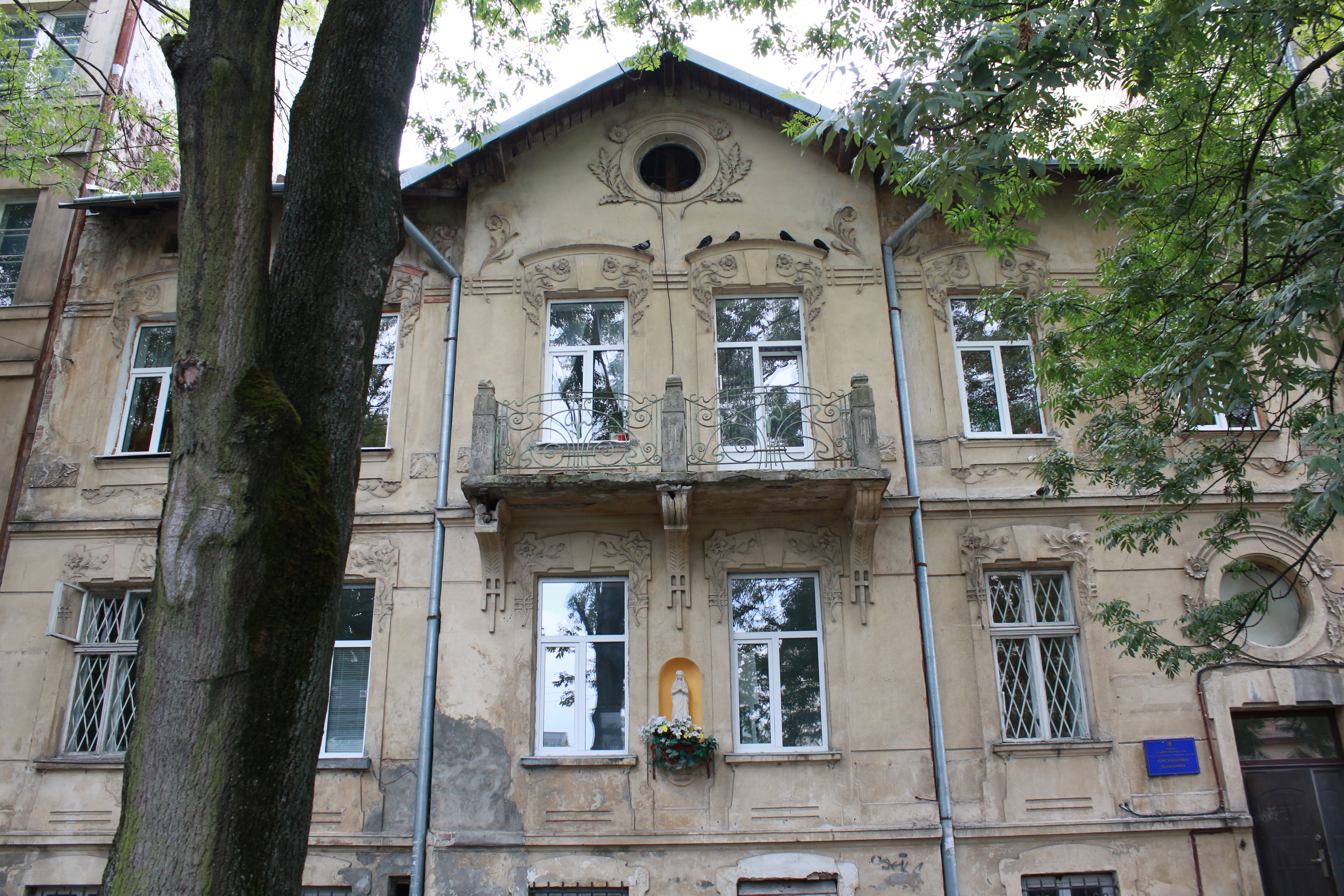
Будинок № 12
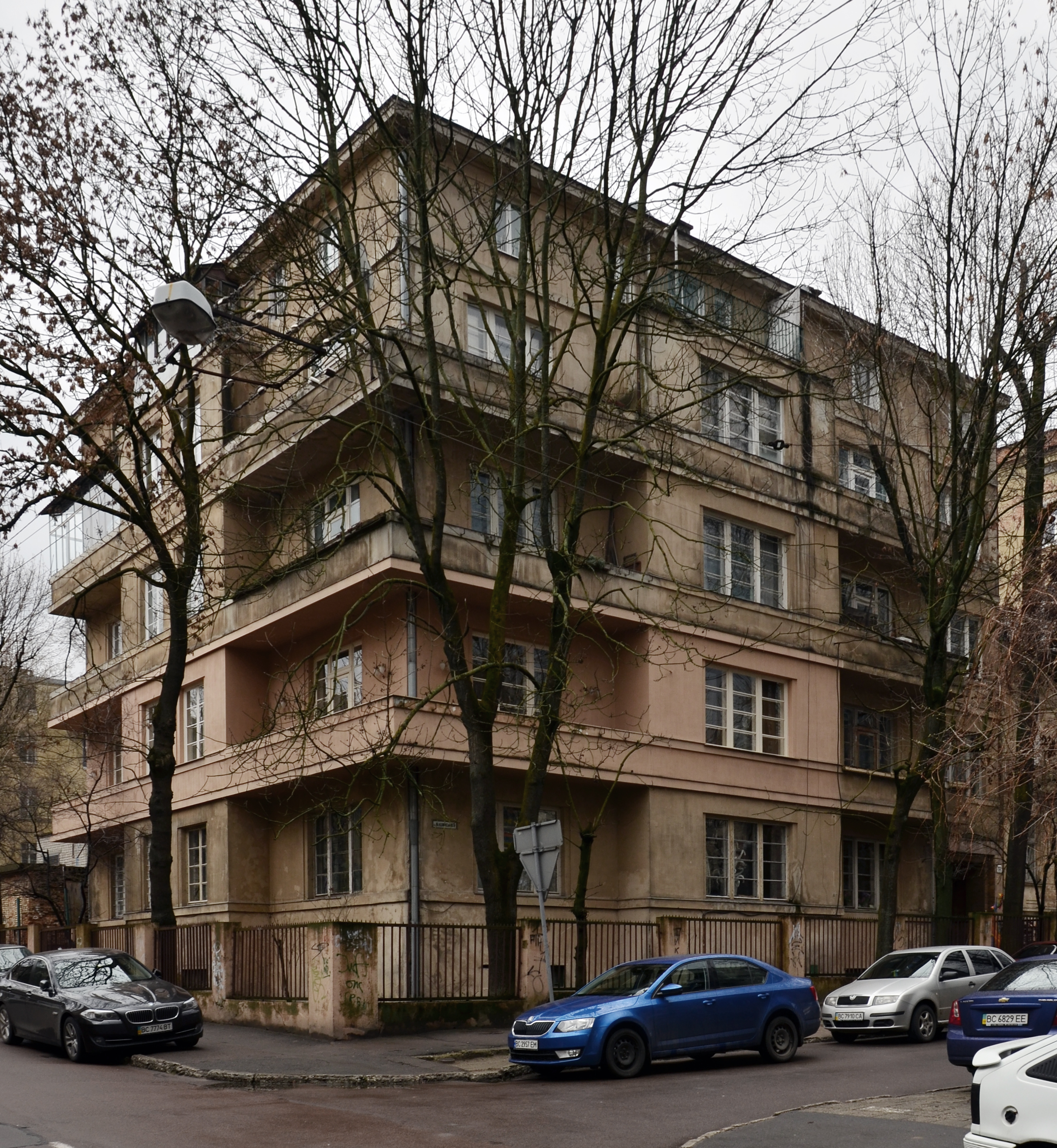
Будинок № 14